# Рёттль, Хервиг
Хервиг Рёттль (нем. Herwig Röttl; род. 30 января 1968, Фельдкирхен, Каринтия) — австрийский легкоатлет, специалист по барьерному бегу. Выступал за сборную Австрии по лёгкой атлетике в 1986—1998 годах, победитель и призёр первенств национального значения, участник двух летних Олимпийских игр.

## Биография
Хервиг Рёттль родился 30 января 1968 года в городе Фельдкирхен-ин-Кернтен, Австрия. Занимался лёгкой атлетикой в Фельдкирхене в местном одноимённом клубе TLC Feldkirchen.
Впервые заявил о себе на международном уровне в сезоне 1986 года, когда вошёл в состав австрийской сборной и выступил в беге на 400 метров с барьерами на юниорском мировом первенстве в Афинах.
В 1987 году в беге с барьерами на 110 метров занял четвёртое место на юниорском европейском первенстве в Бирмингеме.
В 1988 году бежал 60 метров с барьерами на чемпионате Европы в помещении в Будапеште, дошёл до полуфинала.
В 1989 году в 60-метровом барьерном беге стартовал на чемпионате Европы в помещении в Гааге и на чемпионате мира в помещении в Будапеште.
В 1990 году представлял Австрию в дисциплине 110 метров с барьерами на чемпионате Европы в Сплите, не смог пройти дальше предварительного квалификационного этапа.
В 1991 году в 60-метровом барьерном беге дошёл до полуфинала на чемпионате мира в помещении в Севилье, в 110-метровом барьерном беге впервые одержал победу на чемпионате Австрии и выступил на чемпионате мира в Токио. В Токио бежал также эстафету 4 × 100 метров.
В 1992 году защитил звание чемпиона Австрии в беге на 110 метров с барьерами, на соревнованиях в немецком Бад-Хомбурге взял бронзу и установил свой личный рекорд — 13,41. Благодаря череде успешных выступлений удостоился права защищать честь страны на летних Олимпийских играх в Барселоне — в программе барьерного бега на 110 метров благополучно преодолел предварительный квалификационный этап и четвертьфинал, тогда как в полуфинальном забеге на старт не вышел.
В 1993 году бежал 60 метров с барьерами на чемпионате мира в помещении Торонто, дошёл до полуфинала.
В 1994 году в 60-метровом барьерном беге выступил на чемпионате Европы в помещении в Париже.
В 1995 году в беге с барьерами на 110 метров вновь стал чемпионом Австрии, стартовал на чемпионате мира в Гётеборге.
В 1996 году на домашних соревнованиях в Фельдкирхене установил свой личный рекорд в беге на 60 метров с барьерами — 7,64, позднее дошёл до полуфинала на чемпионате Европы в помещении в Стокгольме. Принимал участие в Олимпийских играх в Атланте — на предварительном квалификационном этапе бега на 110 метров с барьерами показал время 14,08, чего оказалось недостаточно для выхода в следующую стадию соревнований.
Завершил спортивную карьеру по окончании сезона 1998 года.